# Rabo de Peixe
Rabo de Peixe é uma vila portuguesa sede da Freguesia de Rabo de Peixe do Município da Ribeira Grande, nos Açores. A Freguesia de Rabo de Peixe tem 16,98 km² de área, e em 2021 tinha 8801 habitantes, donde  uma densidade populacional de 518,2 hab./km².
A povoação de Rabo de Peixe foi elevada à categoria de vila a 25 de abril de 2004.
Com uma área geográfica de 16,98 km², onde se inclui o lugar de Santana, a Freguesia de Rabo de Peixe confronta com o Oceano Atlântico a norte, com as freguesias de Calhetas e Pico da Pedra a este, com a Ribeira Seca e Santa Bárbara a oeste, e com o Livramento (Ponta Delgada) e Cabouco (Lagoa), a sul.
Vive essencialmente da pesca e da agricultura, havendo indústrias de construção civil e de transformação de peixe como principais empregadores.

## História
Não se sabendo ao certo a data ou como teria sido povoada esta localidade, aponta-se que por volta do século XV Rabo de Peixe, conjuntamente com a Ribeira Grande, constituía freguesia.
Esta localidade é assim chamada devido à quantidade de rabos de peixe que comiam apesar de em tempos ali ter sido encontrado o rabo de um grande peixe desconhecido.[carece de fontes?]
Registe-se que o lugar de Santana, extensa planície, foi transformado em campo de aviação militar durante a segunda guerra mundial (1939/45), passando, em 1946, para a aeronáutica civil com a instalação do primeiro aeroporto da ilha de São Miguel.

## Demografia
É a freguesia portuguesa com maior percentagem de residentes com idade inferior a 15 anos, que em 2021 constituíam 23,74% da população, e também a freguesia com menor percentagem de residentes com idade superior ou igual a 65 anos, que em 2021 eram 6,74% do total.
A população registada nos censos foi:
| Ano  | 0-14 Anos | 15-24 Anos | 25-64 Anos | > 65 Anos |
| 2001 | 2566      | 1629       | 2845       | 367       |
| 2011 | 2531      | 1644       | 4241       | 450       |
| 2021 | 2089      | 1351       | 4766       | 593       |

## Cultura
Rabo de Peixe é uma vila com fortes raízes na tradição da Ilha de São Miguel, possui uma cultura assente nas suas Festas Tradicionais, no seu Folclore, na sua Música e no seu vasto Património Arquitectónico.

### Festas Religiosas
As Festas Religiosas são extremamente valorizadas pela população local, e representativas da cultura desta vila, atraindo inúmeros visitantes não resitentes na localidade. Estas iniciam-se logo no primeiro dia do ano, com a Festa do Senhor Bom Jesus, seu Santo Padroeiro. Tal como em toda a ilha de São Miguel, existe uma devoção especial pelo Divino Espírito Santo, sendo famosos os cortejos e carros alegóricos referentes a estas Festas. A Festa da Bandeiras é uma das mais expressivas manifestações destas comemorações. Esta celebração engloba duas formas, a Bandeira da Beneficência, ou as "Festas da Beneficência"  e a Bandeira da Santíssima Trindade, designada pelo povo "Festas da Caridade". Acompanhando estas duas Bandeiras, ocorrem as fomosas "Despensas" e "Bailinhos", duas danças oriundas de Rabo de Peixe.
São seis as coroações em Rabo de Peixe, a de São Sebastião, a de São João, a de São Pedro, a d'Os Inocentes, a da Santíssima Trindade e a do Rosário.
Os impérios só terminam com as chaves de São Pedro que fecham as portas dos folguedos, até ao primeiro Domingo de Outubro, altura do começo da celebração das Festas de Nossa Senhora do Rosário. Essas têm o seu ponto forte no Domingo, com a realização da procissão. Na segunda-feira também se realiza uma procissão que percorre quase todas as ruas de Rabo de Peixe. Há quem diga que a procissão realizada no Domingo é a segunda maior, a seguir à procissão do Senhor Santo Cristo dos Milagres, em Ponta Delgada.
Santa Cecília e nossa Senhora da Conceição, padroeiras, das duas filarmónicas de Rabo de Peixe, são outras das festividades desta vila.
Ao longo de todo ano vão se realizando outras procissões, como a procissão de São Sebastião, realizada no penúltimo Domingo do mês de Janeiro, a do Senhor dos Passos (via sacra pública), realizada no terceiro Domingo anterior ao Domingo de Páscoa, a dos Ramos, realizada no Domingo anterior ao Domingo de Páscoa, a do Senhor Morto, realizada na Sexta-Feira Santa à noite, a do Senhor Ressuscitado, realizada no Domingo de Páscoa, a dos Enfermos, realizada no primeiro Domingo após a Páscoa e por fim a procissão de São Pedro Gonçalves, realizada no sexto Domingo a posterior ao Domingo de Páscoa.

### Danças Tradicionais
As Festas alusivas ao Espírito Santo envolvem algumas danças tradicionais, denominadas "Despensas", diferentes dos restantes "balhos" da ilha. Salientamos o Balho dos "Homens da Terra" e o Balho dos "Homens do Mar", dançados apenas por homens, ao som de castanholas que manejam durante a actuação. No entanto, ao longo da dança as mulheres podem entrar se assim o desejarem, mas, nunca iniciam este típico ritual lado a lado com os homens.

### Bandas Filarmónicas
As duas Filarmónicas de Rabo de Peixe têm mais de um século de extistência. A Sociedade Filarmónica Lira do Norte (http://liradonorte.com.sapo.pt), fundada em 1867, cuja padroeira é Santa Cecília, e a Filarmónica Progresso do Norte, fundada em 1888 e tem como padroeira Nossa Senhora da Conceição. Todos os anos, participam nas procissões realizadas em Rabo de Peixe, mas também participam em várias procissões da ilha e até no estrangeiro.

### Grupo Folclórico "A Gaivota"
O Grupo Folclórico "A Gaivota", fundado em 1996, da Casa do Povo de Rabo de Peixe, é um grupo que pretende preservar as tradições dos seus antepassados, como o modo como viviam seus avós, as suas cantigas, os seus vestuários e as suas danças. O grupo também actua pela ilha e também pelo estrangeiro.

### Grupo de Cantares "Vozes do Mar do Norte"
Este grupo de cantares foi fundado em 2007. Possui 27 elementos, entre vozes, tocadores de viola da terra, acordeões, castanholas, ferrinhos, pandeiro e flautas.
Tem como objectivo promover o gosto pelas melodias populares, muitas delas cantadas pelos seus avós e relembrar outras já esquecidas.
O reportório do Vozes do Mar do Norte inclui temas de várias ilhas dos Açores, como Ilhas de Bruma, Chamateia, Velho Pezinho ou Vapor da Madrugada, bem como canções do continente português e da Madeira, e músicas recuperadas aos antigos espectáculos de variedades que se encenavam naquela Vila.

### Clube Naval de Rabo de Peixe
No ano de 2001 foi fundado o Clube Naval de Rabo de Peixe, assumindo o papel dinamizador nas mais diversas áreas de recreio náutico.
Finalizando o ano de 2007 a Direção apresenta o projeto de construção da futura sede social, sendo as novas instalações inauguradas um ano depois.
A dificuldade do Clube no acesso ao mar não foi impeditivo para uma profusa atividade, catalisando mudanças sociais, dinamizando o surf, a vela, a canoagem e o mergulho, fomentando a filiação em Associações e Federações Regionais e Nacionais.

As ações de formação e torneios na modalidade de caça submarina passam a ser organizados pelo Núcleo de Actividades Subaquáticas do Clube Naval de Rabo de Peixe.
Outros
- Casa do Pescador de Rabo de Peixe - Inaugurada no final de 2004, consiste num espaço museológico, onde podem ser observados aspectos da pesca tradicional açoriana.
- Cine Teatro Mira Mar
- Grupo de Teatro "Cena J"

## Figuras de destaque originárias de Rabo de Peixe
- Bispo D. Paulo José Tavares, bispo da Diocese de Macau da Igreja Católica Romana;
- Ruy Galvão de Carvalho, escritor e poeta;
- António Tavares Torres, músico, compôs o texto da versão original do Hino da Autonomia;
- António Pedro Costa, político;
- Francisco Manuel Raposo de Almeida, intelectual brasileiro.

## Cozinha Tradicional
- Açorda com cebola, alho, batata-doce, feijão vermelho, sal, pimenta e cebola curtida.
- Sopa de leite com pão de milho e leite.
- Sopa de massa na panela, com couve, batata, farinha e sal.
- Sopa de feijão com feijão, couve, batata, manteiga e sal.
- Tigelada de peixe com chicharros, açafroa, colorau, pimenta, batata, cebola, banha e sal.
- Molho de Vilão, com alho, óleo, pimenta, vinho de cheiro, colorau e sal.
- Cebolada, com cebola, banha, açafroa e colorau.
- Badofa, com fígado de vaca, vísceras, carne de cozer, batata, colorau, cebola, banha e uma folha de louro. Trata-se de um prato típico das festas do Espírito Santo na freguesia.
- Papas de Carolo, com carolo, água, banha, leite, sal e canela.
- Bolo de Certã, com farinha de milho, sal e água.
- Pão de Arral, com farelo apurado, fermento de milho, sal.
- Malassada, com ovos, farinha e fermento.
- Licor caseiro, com álcool, açúcar, essência de baunilha ou morango, etc. e respetiva cor, e água

## Património Arquitetónico
- Igreja do Senhor Bom Jesus

Edifício que foi construído no século XVIII. Pensa-se que por volta de 1690 deu-se início à sua construção mas só ficou concluída em 1735 sendo uma igreja de estilo barroco.
- Ermida de Nossa Senhora do Rosário

Construída no século XVI. Esta ermida foi a principal igreja da freguesia, antes de ser construída a igreja do Senhor Bom Jesus.
- Ermida de São Sebastião

Construída no século XVIII, sendo também de estilo barroco. Nesta ermida encontra-se uma imagem rara de São Tomás de Aquino raros azulejos do século XVIII, retratando São Sebastião em situações de suplício.
- Ermida de Nossa Senhora da Conceição

A Ermida de Nossa Senhora da Conceição, construída no século XVII, é um monumento de estilo maneirista. Tem um altar envolto em cento e doze azulejos brancos e azuis do século XVIII. Esta ermida está classificada como património regional dos Açores.
- Ermida de Sant’Ana

A Ermida de Sant’Ana apresenta uma estrutura de pequena dimensão, tendo uma fachada de pedra de lavoura vulcânica a ladear todo o seu perímetro.
- Ermida de Nossa Senhora do Perpétuo Socorro

A Ermida de Nossa Senhora do Perpétuo Socorro, construída no século XX, é a mais recente de todas as outras ermidas, tendo sido mandada construir para as romarias.

## Educação
Possui uma escola Básica de 2º e 3º ciclo (Escola Rui Galvão de Carvalho), e três escolas do 1º ciclo e jardim de infância (Escola António Tavares Torres, Escola Luísa Constantina e Escola Dom Paulo), e também a Escola Profissional da Ribeira Grande.

## Desporto
- Aéromodelismo
- Clube Atlético de Rabo de Peixe
- Clube Desportivo de Rabo de Peixe
- Clube K
- Clube Naval de Rabo de Peixe
- Clube de Tiro de S.Miguel
- Associação equestre

## Economia
- Pesca
- Agricultura
- Construção Civil
- Indústria Transformadora